# Sydditmarsken
Sydditmarsken (tysk: Süderdithmarschen) var en kreds i delstaten Slesvig-Holsten i Tyskland. Kredsen blev oprettet i 1867 og slået sammen med Nordditmarsken i 1932, men beslutningen blev omgjort, og Sydditmarsken eksisterede frem til den endelige sammenlægning med Nordditmarsken til Kreis Dithmarschen i 1970.
Administrativt centrum i kredsen var Meldorf, mens andre byer var Marne og Brunsbüttel.

## Befolkningsudvikling
| År   | Indbyggere | Kilde |
| ---- | ---------- | ----- |
| 1867 | 39.485     | [ 1 ] |
| 1890 | 43.883     | [ 2 ] |
| 1900 | 48.526     | [ 2 ] |
| 1910 | 55.953     | [ 2 ] |
| 1925 | 53.438     | [ 2 ] |
| 1939 | 53.676     | [ 2 ] |
| 1950 | 98.225     | [ 2 ] |
| 1960 | 71.800     | [ 2 ] |
| 1968 | 73.300     | [ 3 ] |

## Politik
| Periode   | Kredsforstander                     |
| --------- | ----------------------------------- |
| 1868–1884 | Eduard Müllenhoff                   |
| 1885–1897 | Peter Junker Jürgensen              |
| 1898–1910 | dr. Adolf Hermann Harald Johannsen  |
| 1911–1919 | Otto Julius Ludwig Wachs            |
| 1919–1932 | dr. Friedrich Pauly                 |
| 1933–1936 | dr. Ernst Kracht                    |
| 1936–1939 | dr. Erich Buchholz                  |
| 1939–1945 | Karl Eger                           |
| 1942–1944 | dr. Johannes Beck                   |
| 1944–1945 | dr. Fritz Rietdorf                  |
| 1945      | politisk rådgiver Klinkhardt        |
| 1945–1946 | dommer Karl Henningsen              |
| 1946      | finansmand Fritz Bremer             |
| 1946–1948 | snedker Hermann Schwieger           |
| 1948–1956 | landmand Carl Albers                |
| 1956–1966 | jurist Christoph Bernhard Schücking |
| 1967–1970 | jurist Karl-Heinrich Buhse          |

| Periode   | Kredspræsident                  |
| --------- | ------------------------------- |
| 1950–1951 | Skoleinspektør Hermann Schlüter |
| 1951–1970 | Advokat Ernst Schoof            |